# Scuola dei Fravi (Venise)
La Scuola dei Fravi abritait l’école de dévotion et de charité de l’art des producteurs d'outils pour les artisans de la ville de Venise. Elle est située sur le Campo San Moisè dans le sestiere de San Marco.

## Historique
La Scuola dei Fravi (Fabri en italien) est née en 1271.

## L'art des fravi
L'art des fravi rassemblait les artisans produisant des outils.
L'art des fravi fut sous-divisé en cinq branches (colonnelli) :
- les fravi
- les schioppeteri : armuriers
- les carboneri : marchands de charbon (jusque 1519)
- les lavoranti di armi da getto : quadrelli pour arbalètes
- les caldiereri : producteurs de caldiere pour la polenta, de brasiers pour réchauffer les pièces, et fondeurs de cloches en bronze et producteurs de chaudières en pierre et en cuivre (XVe siècle)
- les stadiereri : Travailleurs de balances
- les rapezzatori : rapiéceur, raccommodeur
- les campaneri
- les mercanti da ferrazza : marchands de ferraille
- les gua seghe : scies
- les rologeri, seulement s'ils construisent de grandes horloges.

Les statistiques de 1773 comptaient 209 capimaestri, 274 ouvriers, 59 garzoni et 193 boutiques; pour les rapezzatori: 8 employés et 8 boutiques; pour les campaneri: 2 employés dans autant de magasins; pour les marchands de ferrazza: 18 employés dans 18 magasins; pour les scies: 3 employés dans autant de magasins.